# Matthew Libatique
Matthew J. Libatique est un directeur de la photographie américain, né le 19 juillet 1968 dans le Queens, New York (État de New York).

## Filmographie
Sauf indication contraire, les informations mentionnées dans cette section peuvent être confirmées par la base de données cinématographiques IMDb,  présente dans la section « Liens externes ».

### Années 1990 et 2000
- 1991 : Fortune Cookie de Darren Aronofsky (court métrage)
- 1993 : Protozoa de Darren Aronofsky (court métrage)
- 1994 : The Bedroom de David Crabtree (court métrage)
- 1995 : Til Death Do Us Part de Phil Leirness
- 1995 : Redneck de Shane Kuhn
- 1996 : Grinders de Gary Ellenberg
- 1997 : Women: Stories of Passion (Série télévisée) - saison 1, épisode 24
- 1997 : Soldier Boyz (Jeu vidéo)
- 1998 : Pi de Darren Aronofsky
- 1998 : The Party Crashers de Phil Leirness
- 1999 : Saturn de Rob Schmidt
- 2000 : Requiem for a Dream de Darren Aronofsky
- 2000 : Tigerland de Joel Schumacher
- 2001 : Josie et les Pussycats d'Harry Elfont et Deborah Kaplan
- 2001 : MTV 20: Jams de Darren Grant (Vidéofilm, Anytime)
- 2001 : Cosmic Coffee de Charles Wall
- 2001 : Xzibit: Restless Xposed de Gregory Dark (Vidéofilm, segment What U See Is What U Get)
- 2002 : When Incubus Attacks de Philip Harder, Kenny Morrison, Stephen Mushisughi, Brett Spivey (Vidéofilm)
- 2002 : Abandon de Stephen Gaghan
- 2002 : Phone Game (Phone Booth) de Joel Schumacher
- 2003 : The Seventh Man de Jason Liggett (court métrage)
- 2003 : Gothika de Mathieu Kassovitz
- 2004 : Never Die Alone de Ernest R. Dickerson
- 2004 : She Hate Me de Spike Lee
- 2005 : Tout est illuminé (Everything Is Illuminated) de Liev Schreiber
- 2006 : Inside Man : L'Homme de l'intérieur (Inside Man) de Spike Lee
- 2006 : The Fountain de Darren Aronofsky
- 2007 : Le Nombre 23 (The Number 23) de Joel Schumacher
- 2008 : Miracle à Santa Anna (Miracle at St. Anna) de Spike Lee
- 2008 : Iron Man de Jon Favreau
- 2009 : Passing Strange de Spike Lee (Téléfilm musical)
- 2009 : Kobe Doin' Work de Spike Lee (Documentaire télévisé)

### Années 2010 et 2020
- 2010 : My Own Love Song d'Olivier Dahan
- 2010 : Iron Man 2 de Jon Favreau
- 2010 : Black Swan de Darren Aronofsky
- 2011 : Cowboys et Envahisseurs (Cowboys and Aliens) de Jon Favreau
- 2014 : Noé (Noah) de Darren Aronofsky
- 2015 : NWA: Straight Outta Compton (Straight Outta Compton) de F. Gary Gray
- 2015 : Chi-Raq de Spike Lee
- 2016 : Money Monster de Jodie Foster
- 2016 : Pelé : Naissance d'une légende (Pelé: Birth of a Legend) de Jeff Zimbalist et Michael Zimbalist
- 2017 : Mother! de Darren Aronofsky
- 2018 : A Star Is Born de Bradley Cooper
- 2018 : Venom de Ruben Fleischer
- 2019 : Native Son de Rashid Johnson
- 2020 : Birds of Prey (et la fantabuleuse histoire de Harley Quinn) (Birds of Prey (and the Fantabulous Emancipation of One Harley Quinn)) de Cathy Yan
- 2020 : The Prom de Ryan Murphy
- 2022 : Don't Worry Darling d'Olivia Wilde
- 2025 : Pris au piège - Caught Stealing (Caught Stealing) de Darren Aronofsky
- 2025 : Highest 2 Lowest de Spike Lee
- 2025 : Is This Thing On? de Bradley Cooper

## Distinctions
Source principale des distinctions

### Récompenses
- Chlotrudis Award 1999 : meilleur directeur de la photographie pour Pi
- Independent Spirit Awards 2001 : meilleur directeur de la photographie pour Requiem for a Dream
- Film Independent's Spirit Awards 2011 : meilleur directeur de la photographie pour Black Swan

### Nominations
- Independent Spirit Awards 1999 : meilleur directeur de la photographie pour Pi
- Chlotrudis Awards 2001 : meilleur directeur de la photographie pour Requiem for a Dream
- Phoenix Film Critics Society Awards 2001 : meilleur directeur de la photographie pour Requiem for a Dream
- Online Film Critics Society Awards 2001 : meilleur directeur de la photographie pour Requiem for a Dream
- CFCA Awards 2006 : meilleur directeur de la photographie pour The Fountain
- Satellite Awards 2006 : meilleur directeur de la photographie pour The Fountain
- Online Film Critics Society Awards 2007 : meilleur directeur de la photographie pour The Fountain
- Oscars 2011 : Meilleure photographie pour Black Swan
- Oscars 2024 : meilleur directeur de la photographie pour Maestro